# 陶宗旺
陶 宗旺（とう そうおう）は、中国の小説で四大奇書の一つである『水滸伝』の登場人物。
梁山泊第七十五位の好漢。地理星の生まれ変わり。梁山泊入り以前は黄門山の第四頭領。貧農の生まれで、怪力の持ち主であり主に鉄鍬を得物として操るが、槍や刀の正式の武芸にも通じており、その多芸さを伝説の神亀に例えられ九尾亀（きゅうびき）と渾名される。梁山泊入山後は農民としての土木に関する監督を任され、主に裏方の一人として行動した。

## 生涯
光州の小作農の家に生まれるが、食い詰めて黄門山に籠もって山賊となり欧鵬、蔣敬、馬麟らの仲間とともに4、500人の手下を率いて盤拠していた。ある時、江州で刑場を襲撃した梁山泊の一党が帰路、自分たちの本拠付近を通るらしいという情報を得た欧鵬たちは、天下の義賊として名高い彼らを出迎えたいと考えた。それらしい集団がやってくるとわざと襲撃するようなそぶりを見せて梁山泊一行を名乗らせてそれであると確認すると、すかさず自身の非礼を詫び一行を山塞に招待して大いにもてなした。この席上で彼らの実力を聞いた宋江から仲間入りを打診され、喜んだ陶宗旺たちはそのまま梁山泊に合流した。
梁山泊入山後は家族を迎えるために一旦故郷に戻った宋江が捕り方に襲撃されたのを救出、直後の組織編制では、呉用にその前歴を買われて、梁山泊正面の道路や、耕作と、水郷である梁山泊の輸送の生命線とも言える水路の整備等の監督を命じられ、その仕事に従事、次第に規模が拡大していく梁山泊にあって、仕事内容は城砦、櫓、柵、石垣等の設置、修繕や居住区や農地確保のための森林の開拓にまで及び梁山泊の土木工事全般を引き受ける事となる。また、呼延灼率いる官軍が攻め寄せた際は、敵の連環馬戦法を破るための鉤鎌鎗部隊の一員として前線に赴いている。
百八星集結後も引き続き土木工事の監督を担当、攻め寄せる官軍との戦いや、朝廷帰順後の各地の戦役では度々前線に出ているが大きな手柄は立てられず、方臘討伐の緒戦である潤州の戦いで乱戦の中、流れ矢に当たって戦死。宋万、焦挺とともに百八星最初の死者となった。